# Pallieter (tijdschrift)
Pallieter was een Vlaamsgezind satirisch weekblad dat verscheen tussen 1922 en 1928.

## Naamgeving en geschiedenis
Het tijdschrift Pallieter is vernoemd naar het boek en de gelijknamige romanfiguur Pallieter van Felix Timmermans. Deze laatste gaf toestemming om de naam van zijn romanheld te gebruiken voor het tijdschrift, maar werkte er verder niet aan mee. De ondertitel luidde 'Satiriek weekblad'.
Het tijdschrift telde een zestiental bladzijden en had ongeveer dezelfde afmetingen als een hedendaags nieuwsmagazine. Het eerste nummer verscheen op 2 april 1922, het laatste nummer op 17 juni 1928. Medewerkers waren onder andere de schrijver Filip De Pillecyn, uitgever Alfons Martens (vanaf juli 1923) en redacteuren Johan de Maegt, Raymond Herreman, Karel Leroux en Paul Kenis.

Bij aanvang had Pallieter ongeveer 4.000 inschrijvingen. Het succes van het blad is deels te danken aan de populariteit van de politieke cartoons en de karikaturen op de voorpagina, van de hand van tekenaar Joz De Swerts. De hoofdartikelen van het tijdschrift, geschreven door Filip De Pillecyn, sloten telkens aan bij het portret op de voorpagina.

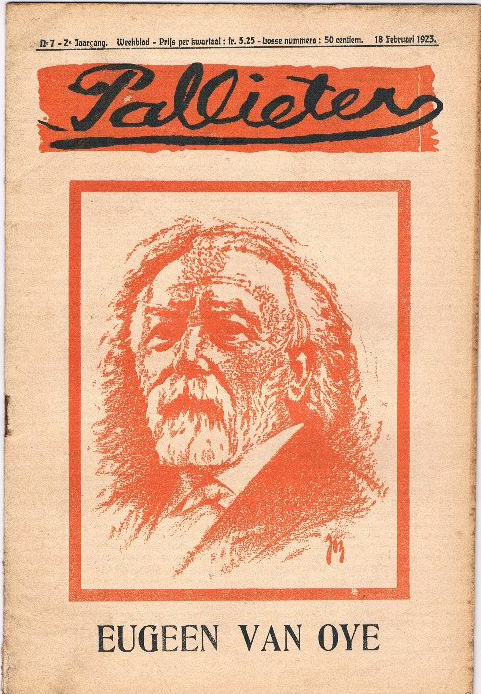
Nummer 7, 1923, portret van Eugeen van Oye
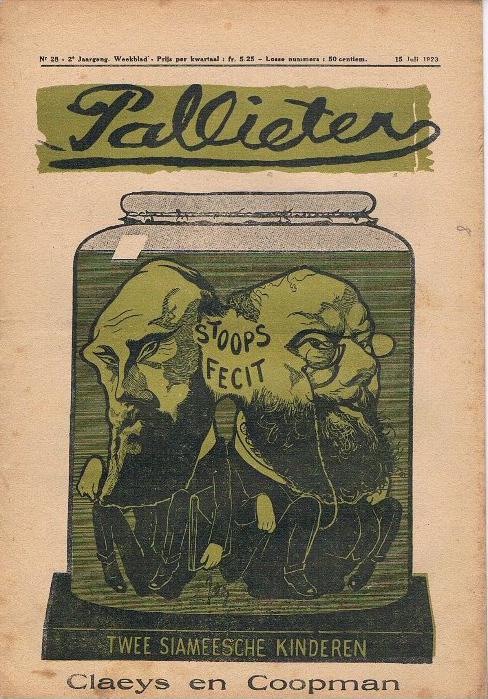
Nummer 28, 1923, met karikatuur
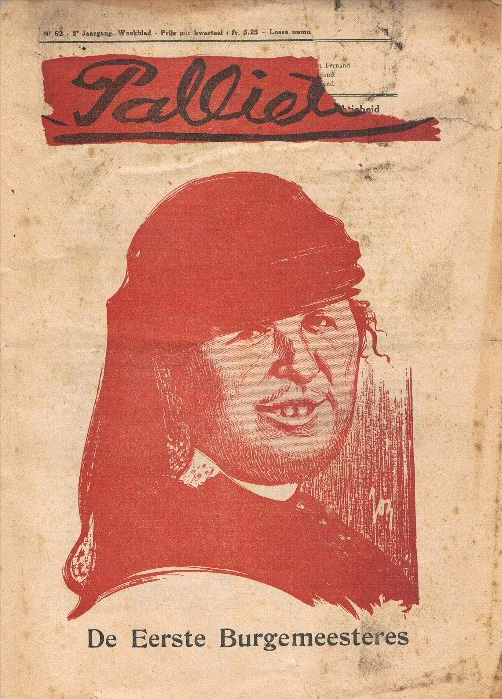
Nummer 52, 1923, met een eerste vrouwelijke burgemeester van België, waarschijnlijk Léonie Keingiaert de Gheluvelt
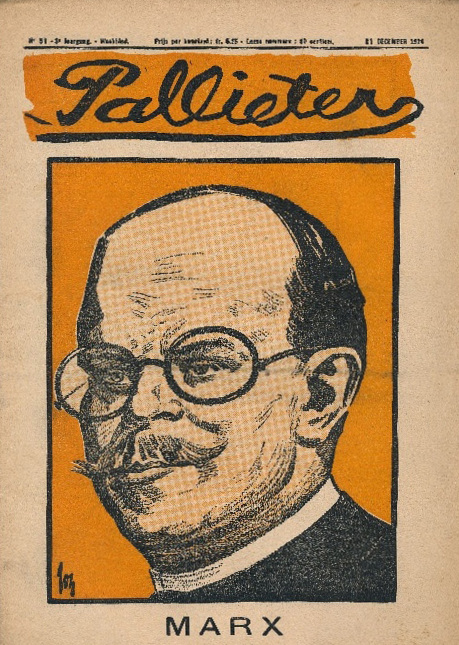
Nummer 51, 1924, met portret van Wilhelm Marx

## Politieke stellingname
Het tijdschrift Pallieter verkondigde radicaal Vlaamse standpunten, waarbij het de activistische Vlaams-nationalisten verdedigde en andersdenkenden hevig aanviel. Het blad stelde zich onafhankelijk op van elke partijpolitiek, en maakte veel vijanden. Toch leverde de polemische toon van het tijdschrift uiteindelijk slechts één proces op, aangespannen door Armand Wullus. De resulterende boete van 2.000 frank werd gefinancierd door de lezers.
In de jaren 1920 devalueerde de Belgische munt. Door de daling van de koopkracht namen ook de verkoopcijfers van Pallieter af. In 1928 verdween het tijdschrift.
In 1945 werd een ander Vlaams-nationaal weekblad opgericht door Bruno de Winter, met een gelijkaardige naam: 't Pallieterke.